# Team Fortress Classic
Team Fortress Classic (TFC или TF 1.5) — многопользовательское командное дополнение для Half-Life, предоставляющее возможность сыграть за один из 9-ти классов. Игра создана Робином Уолкером и Джоном Куком.
Модификация была портирована в Half-Life разработчиками оригинальной модификации Team Fortress для игры Quake при содействии Valve Software.

## Игровой процесс
В игре присутствуют 2 команды — Синие и Красные (англ. Blue & Red). Причины битв между этими командами неизвестны, как и те кто принимают в них участие. В каждой команде 9 классов.
В игре есть несколько игровых режимов, которые зависят от карты.

### Режимы игры

#### Официальные
1. Захват флага (англ. Capture The Flag). В данной ситуации игрокам требуется пробраться на базу противника, забрать вражеский флаг и принести его на свою базу.[1]
2. Контроль территорий (англ. Command Points Control). Карта разделена на территории. Каждой команде необходимо взять свой флаг и принести на вражескую или не захваченную территорию.
3. Сопровождение (англ. VIP Escort/Assasiantion). В этом режиме команда телохранителей должна довести Гражданского (10 класс) до конечной точки, не дав команде снайперов его убить.
4. Футбол (англ. Soccer). В этом режиме участвуют 2 команды, без классов Шпион и Инженер и с отсутствием гранат[2]. Суть режима в том, чтобы захватить мяч и отнести его на вражескую базу. Чтобы отнять мяч у игрока, который его несет, достаточно его убить.
5. Захват контрольных пунктов (англ. Control Points). С начала игры, на карте присутствуют нейтральные контрольные пункты. Задача обеих команд в том, чтобы как можно быстрее захватить все нейтральные пункты и дойти до базы и захватить её. Если вы находитесь на только что захваченном врагом пункте, пункт для захвата будет доступен через полминуты. Также если вы находитесь на нейтральном/захваченном пункте, и если предыдущий пункт будет захвачен врагом, вы не сможете захватить этот пункт пока не отвоюете предыдущий.
6. Атака/оборона (англ. Attack/Defend). На картах режима атака/оборона обе команды выполняют разные роли. Синие должны захватывать контрольные пункты Красных используя свой флаг. Красные же должны оборонять эти пункты. По истечении времени, если все точки не будут захвачены Синими, выигрывают Красные.
7. Захват чип-карты (англ. Capture The Key). Это смесь и основного Захвата флага, и обратного. Надо на вражеской базе унести ключ и отнести на их же пункт захвата. На карте Rock2 — ключ находится в Warden’s Office, а пункт захвата — напротив, в Gas Chamber.

#### Неофициальные
1. Модифицированный захват флага (англ. Shut Down). Для обеспечения доступа к флагу противника необходимо нажать на кнопку, которая также находится на вражеской базе. Данная модификация вносит разнообразие в геймплей — в атаке нажать кнопку может 1 игрок, а взять флаг другой и в защите есть возможность охранять не только флаг, но и кнопку (кому что захочется).
2. Удержание мяча (англ. Murderball). С 4 сторон располагаются базы — синяя, красная, жёлтая и зелёная. В центре поля — мяч. Игроку из каждой команды необходимо взять мяч и удерживать его (не умереть) как можно дольше — за это команде и её игрокам начисляются бонусные очки[3]. Игрок, взявший мяч не может пополнить броню с помощью бронежилета — только с помощью Инженера или раздатчика.
3. Прохождение (англ. Escape). Карты на прохождение с индивидуальным геймплеем. Кооперативный режим. Прототип Sven Co-op.
4. Тренировка навыка (англ. Skill). Выполнение различных игровых приёмов разной сложности. Наиболее популярные режимы этого режима — rocket jump, conc jump, pipe jump, strafe jump (climb & bhop[4]).

### Классы
В игре присутствуют 10 классов, 9 из которых доступны в большинстве режимов игры. Игра за каждый класс существенно различается, для успешной игры нужно знать тактику и стратегию игры за каждый класс. Разные классы должны уметь взаимодействовать между собой.
| Класс                                | Основное оружие                                 | Дополнительное оружие                                          | Оружие ближнего боя | Гранаты                        | Здоровье | Броня         | Скорость      | Особенности |
| ------------------------------------ | ----------------------------------------------- | -------------------------------------------------------------- | ------------------- | ------------------------------ | -------- | ------------- | ------------- | --- |
| Разведчик (англ. Scout)              | Гвоздомёт                                       | Дробовик                                                       | Монтировка          | Шипы, оглушающая               | 75       | 50 (лёгкая)   | Очень высокая | Снятие маскировки Шпиона, отключение взрывпакета Подрывника. |
| Снайпер (англ. Sniper)               | Снайперская винтовка (с автоматическим режимом) | Гвоздомёт                                                      | Монтировка          | Ручная                         | 90       | 50 (лёгкая)   | Средняя       | Убивает противников одним выстрелом в голову используя снайперскую винтовку.                                                                                                |
| Солдат (англ. Soldier)               | РПГ                                             | Двуствольный дробовик, дробовик                                | Монтировка          | Ручная, стационарный гвоздомёт | 100      | 200 (тяжёлая) | Низкая        | Достаточно 1-3 выстрела РПГ в противника или в поверхность около него (чаще пол или стену) чтобы его убить.                                                                 |
| Подрывник (англ. Demoman)            | Гранатомёт с таймером                           | Гранатомет с дистанционным управлением, дробовик               | Монтировка          | Ручная, MIRV                   | 90       | 120 (обычная) | Средняя       | Устанавливает взрывпакеты на 5, 20 или 50 секунд. |
| Медик (англ. Medic)                  | Улучшенный гвоздомёт                            | Двуствольный дробовик, дробовик                                | Аптечка             | Ручная, оглушающая             | 90       | 100 (обычная) | Высокая       | Лечит товарищей по команде и инфицирует врагов аптечкой. Регенерирует собственное здоровье.                                                                                 |
| Пулемётчик (англ. Heavy Weapons Guy) | Шестиствольный пулемёт                          | Двуствольный дробовик, дробовик                                | Монтировка          | Ручная, MIRV                   | 100      | 300 (тяжёлая) | Очень низкая  | Очень слабо отлетает от взрыва. |
| Поджигатель (англ. Pyro)             | Огнемёт                                         | Ракетница с зажигательными патронами, дробовик                 | Монтировка          | Ручная, напалмовая             | 100      | 150 (обычная) | Средняя       | Не может быть подожжённым. |
| Шпион (англ. Spy)                    | Пистолет с транквилизатором                     | Скорострельный и быстро перезаряжающийся двуствольный дробовик | Нож                 | Ручная, галлюциногенная        | 90       | 100 (лёгкая)  | Средняя       | Маскируется в любой класс любой команды. Имитирует смерть. Снимает маскировку вражеского Шпиона. Убивает ножом с одного удара сзади.                                        |
| Инженер (англ. Engineer)             | Лучевой пистолет                                | Двуствольный дробовик                                          | Гаечный ключ        | Ручная, электромагнитная       | 80       | 50 (обычная)  | Средняя       | Строит стационарные пулемёты, раздатчики и телепорты. Модернизирует пулемёты других инженеров и чинит все другие постройки своей команды. Чинит броню товарищей по команде. |
| Гражданский (англ. Civilian)         | —                                               | —                                                              | Зонт                | —                              | 50       | —             | Средняя       | Доступен только в режиме Сопровождения, Прохождения и Тренировки навыка. |